# Times Have Changed
Times Have Changed è un film muto del 1923 diretto da James Flood.

## Produzione
Il film fu prodotto dalla Fox Film Corporation.

## Distribuzione
Distribuito dalla Fox Film Corporation, il film uscì nelle sale cinematografiche USA il 7 ottobre 1923.